# K4, O Quadrado Azul
K4, O Quadrado Azul é um folheto satírico, estilo futurista, editado em Portugal no ano de 1917, da autoria de Almada Negreiros, re-editado fac-simile pela Assírio & Alvim no ano 2000.
A obra retrata a relação de duas personagens que, de forma metafórica, o autor associa à geometria e à verdade absoluta das coisas.
Neste folheto de 20 páginas, Almada Negreiros revela a sua obsessão pelos números e pela geometria, descrita por Lima de Freitas em 'Almada e o Número' (Arcádia - 1976 / 2ª edição pela Editora Soctip - 1990).